# Caffettano marocchino

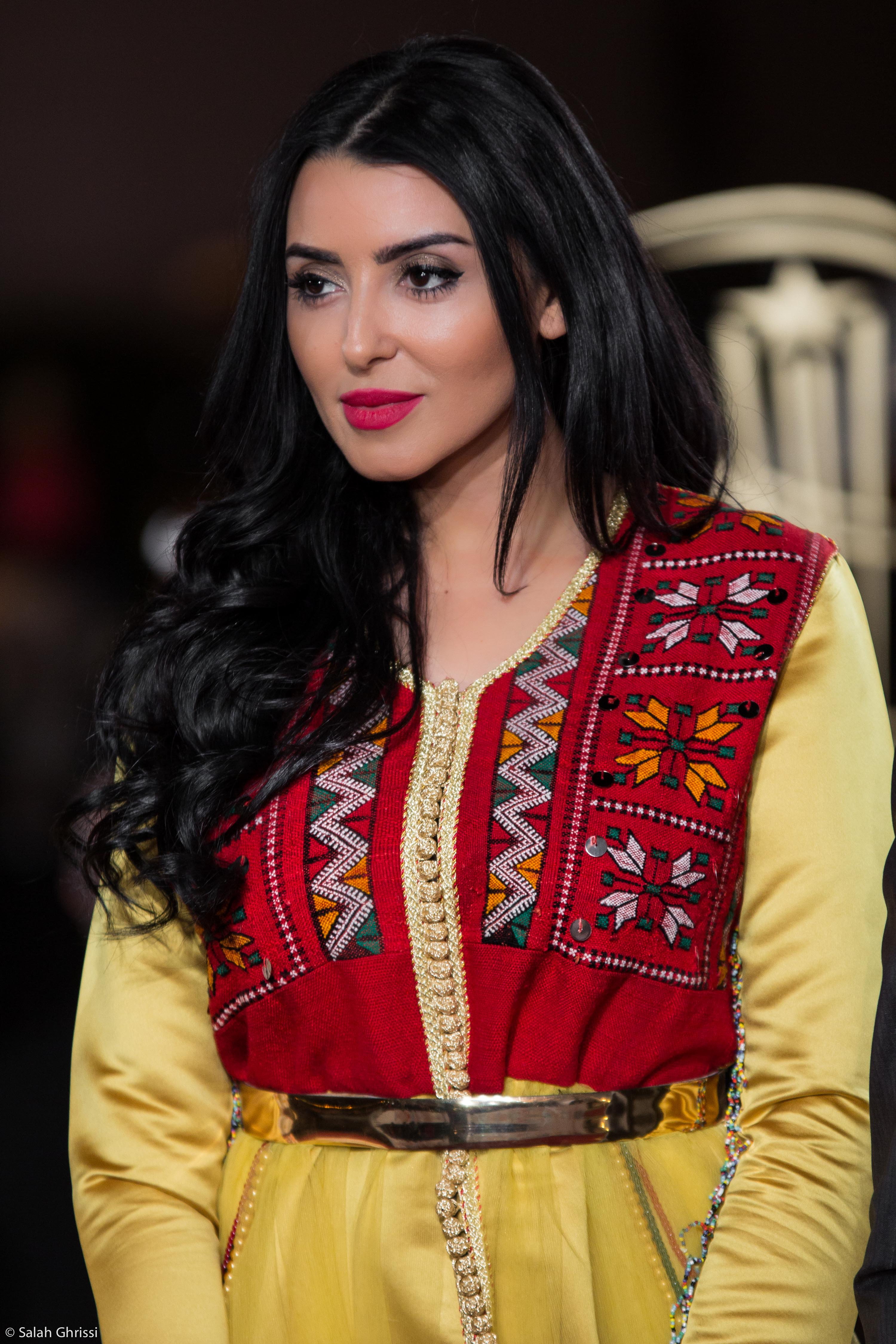
L'attrice marocchina Fati Jamali con un caffettano

Il caffettano marocchino (in arabo قفطان مغربي‎?) è un abito tradizionale marocchino. Sotto forma di una lunga tunica, e in generale con maniche lunghe, indossata con una cintura (mdama) che si dispiega in molti stili e colori, l'abito è il risultato del savoir-faire di artigiani e sarti (maalem) del Paese. È l'abito da cerimonia per eccellenza delle donne marocchine durante le tradizionali cerimonie (come matrimoni, battesimi e feste religiose). 

## Storia
Il caffettano apparve in Marocco nel XVI secolo all'epoca della dinastia merinide, nella quale veniva indossato nelle corti reali. La città di Fès era nota per le sue fabbriche tessili, all'epoca intorno alle tre migliaia. I sultani merinidi inviarono caffettani in dono ad ogni nuovo sultano dell'Impero ottomano.
Secondo Encyclopaedia of Islam, il caffettano fu introdotto negli Stati barbareschi dagli ottomani.
Secondo Naima El Khatib Boujibar, il caffettano venne introdotto in Marocco durante la dinastia sa'diana dal sovrano Abu Marwan Abd al-Malik I, il quale visse ad Algeri e a Istanbul. Indossato prima dai dignitari e dalle cortigiane, divenne popolare anche tra la classe media a partire dal XVII secolo.

## Stile e varianti
Tradizionalmente, ogni città marocchina ha il proprio stile di caffettano.
Gli stili variano tra quello di Fès, lungo e diritto, e quello di Tétouan, corto e ampio. Ma al giorno d'oggi, lo stile si è generalmente uniformato.

### Keswa kbira
Nelle città settentrionali del Paese, la keswa kbira è una variante indossata tradizionalmente dalle donne ebree e risente dell'influenza della Spagna del XVI secolo, introdotta in Marocco dai rifugiati ebrei sefarditi e musulmani moriscos espulsi dalla Spagna in quel periodo. Questo caffettano è una composizione di velluto, seta e oro che di solito consiste di tre pezzi: una grande gonna, la zeltita, il cui taglio varia a seconda della regione, un plastron, il ktef, e un giubbotto chiamato gombaz. Quanto alle maniche, sono in mussola e non sono attaccate all'abito. Il plastron è la parte più preziosa del costume e la più riccamente ricamata nell'abito. Consiste in un pezzo di velluto, seta, pelle o cotone, ricamato con fili d'oro e i cui motivi differivano da una città all'altra.

## Galleria d'immagini

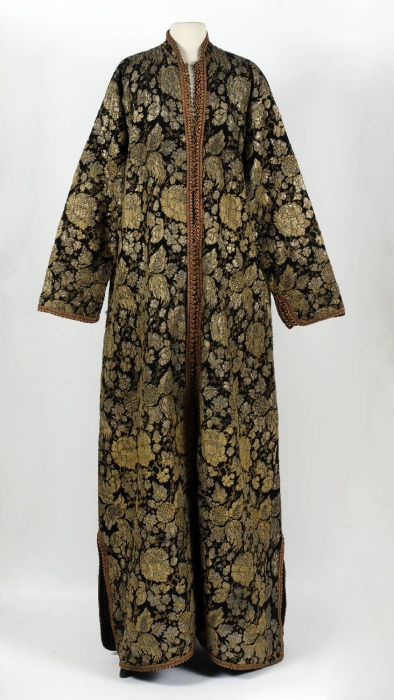
Antico caffettano di Rabat
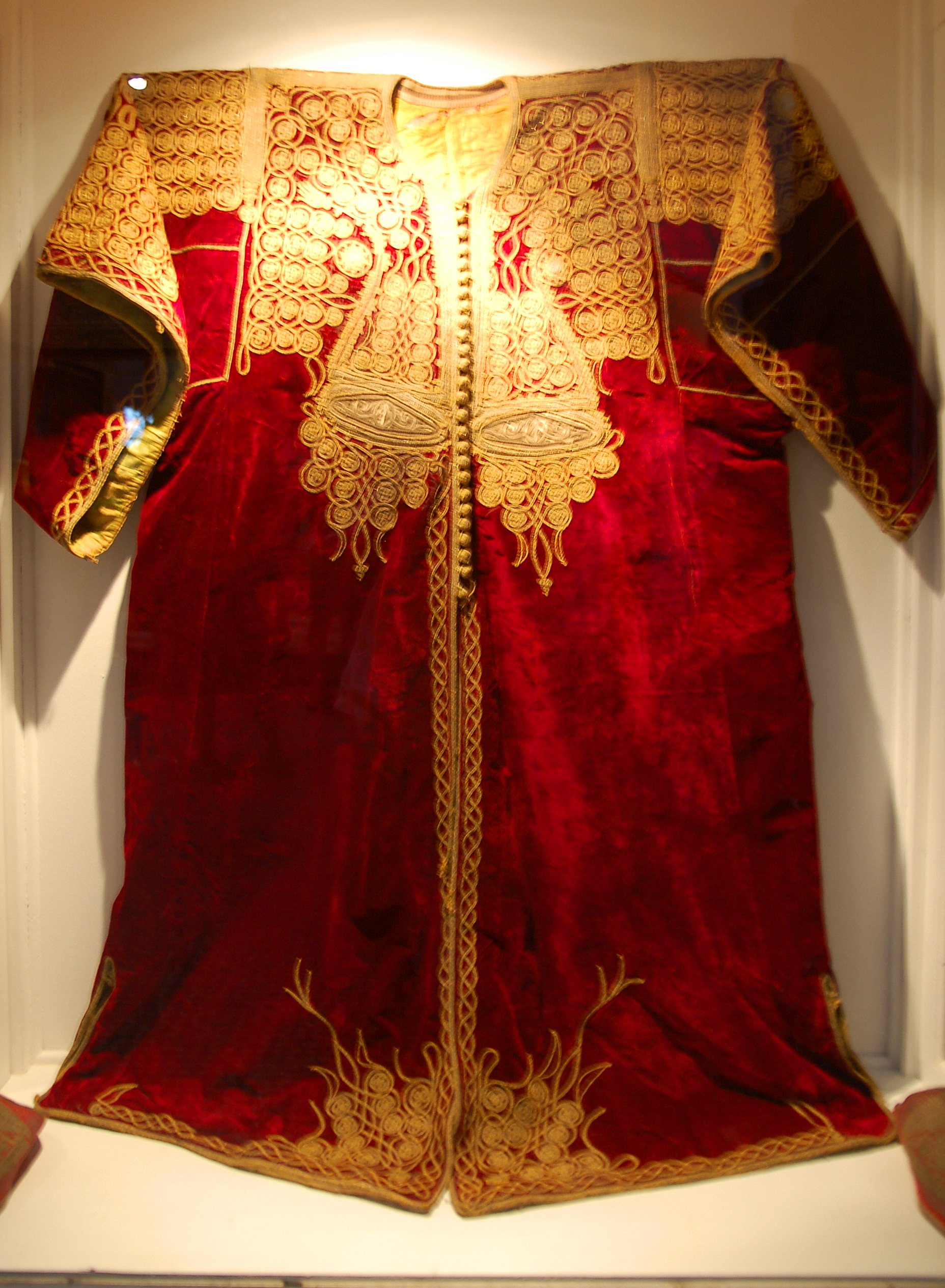
Caffettano nel Palazzo El Bahia, Marrakech
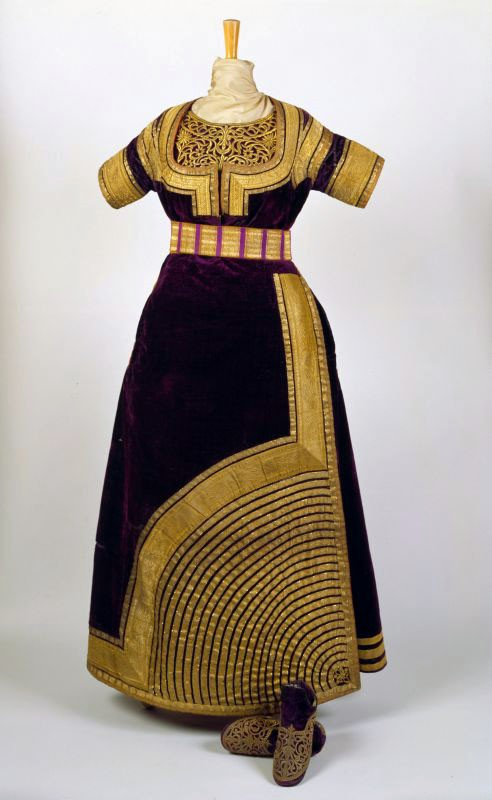
Una Keswa kbira di Tétouan, risalente al XIX secolo
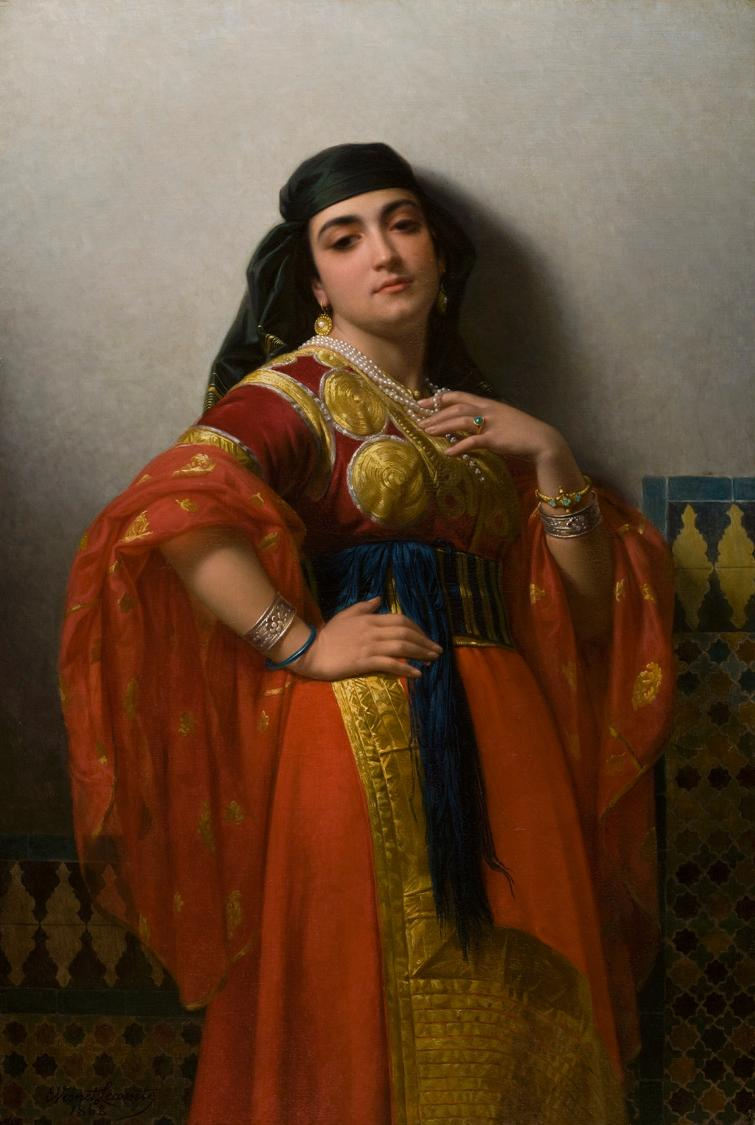
Quadro di Emile Vernet-Lecomte datato al 1869 che rappresenta una donna ebrea marocchina di Tangeri con la keswa kbira
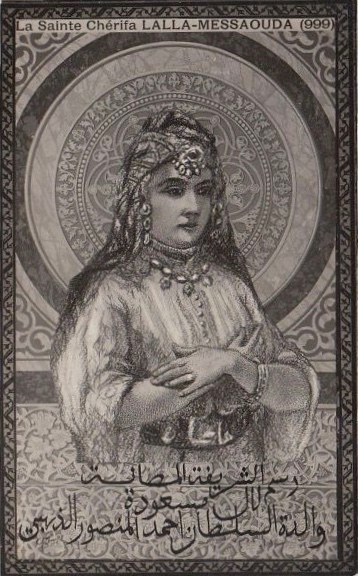
Lalla Messaouda, figura politica della dinastia sa'diana
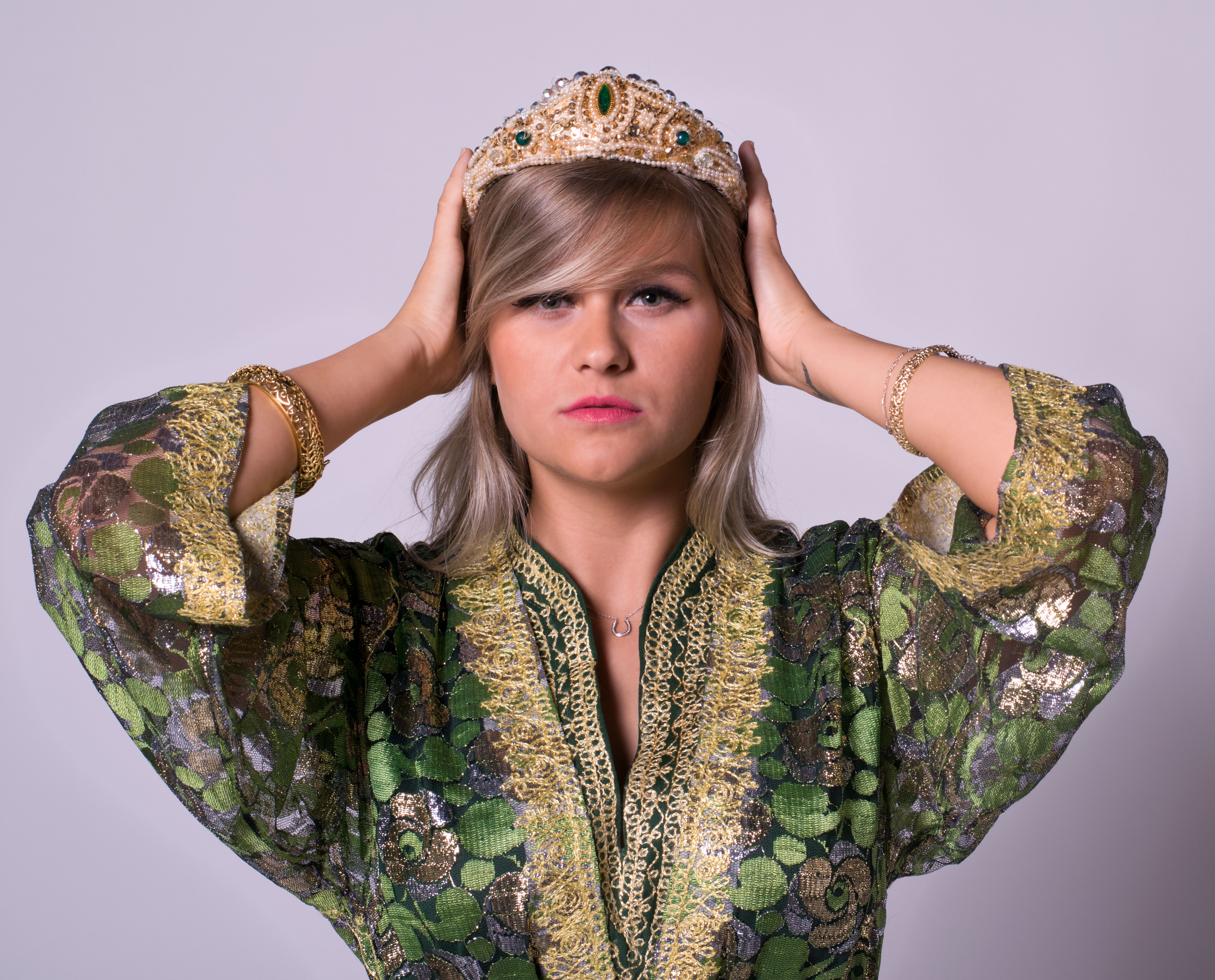
Modella con un caffettano di seta